# 飛機

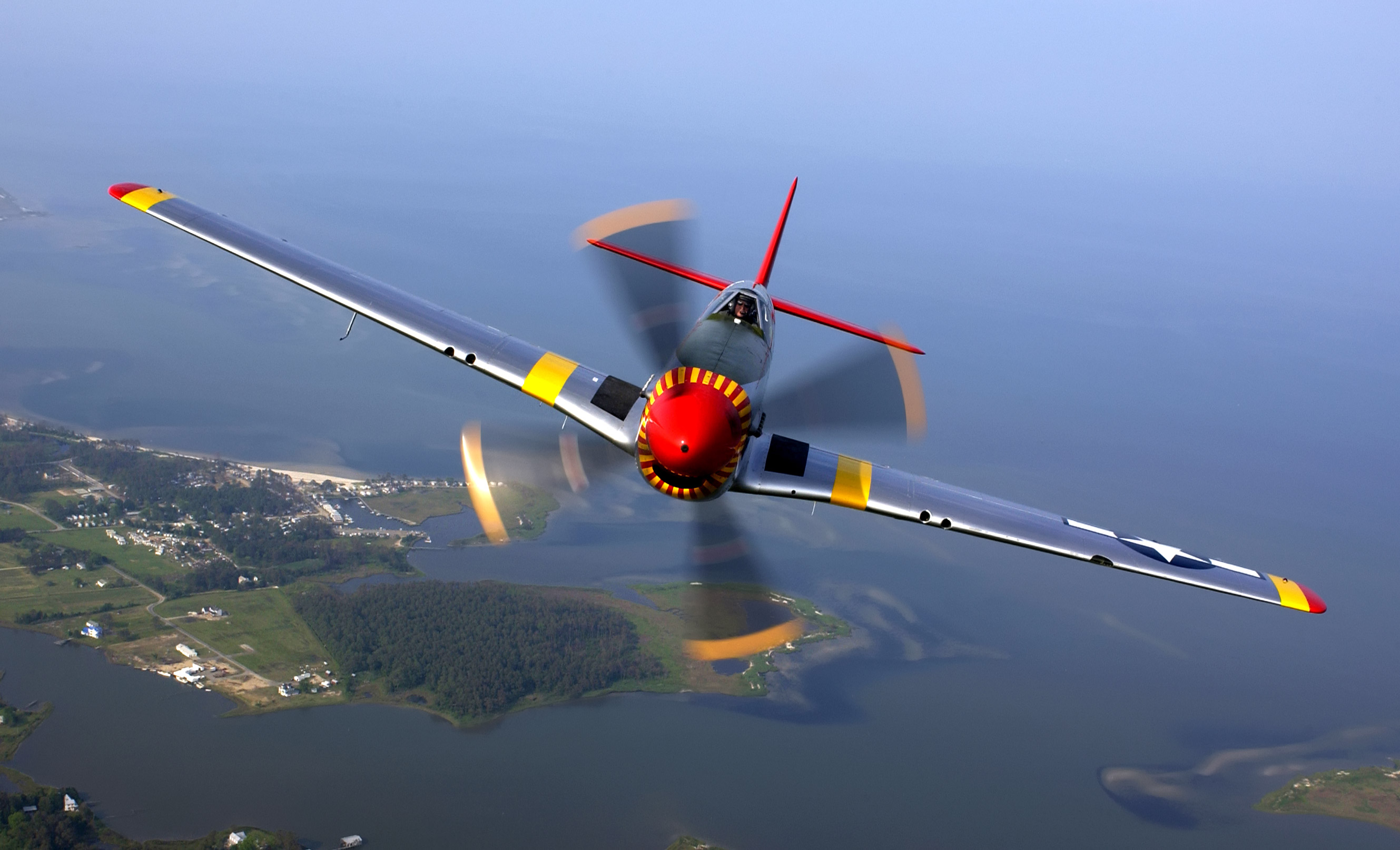
北美P-51野马，第二次世界大战战斗机

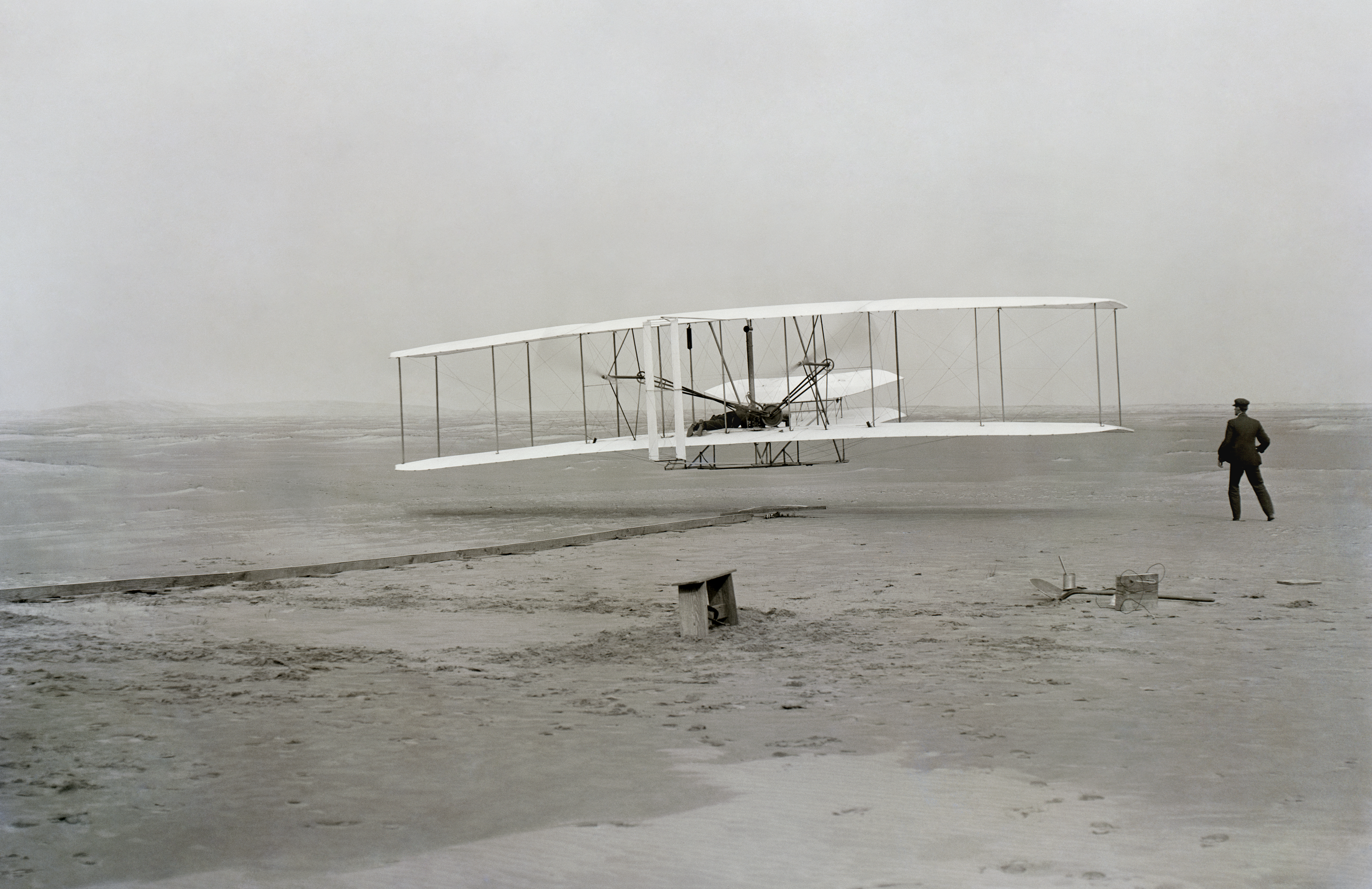
飞机的首次飞行，莱特兄弟（1903年12月17日）

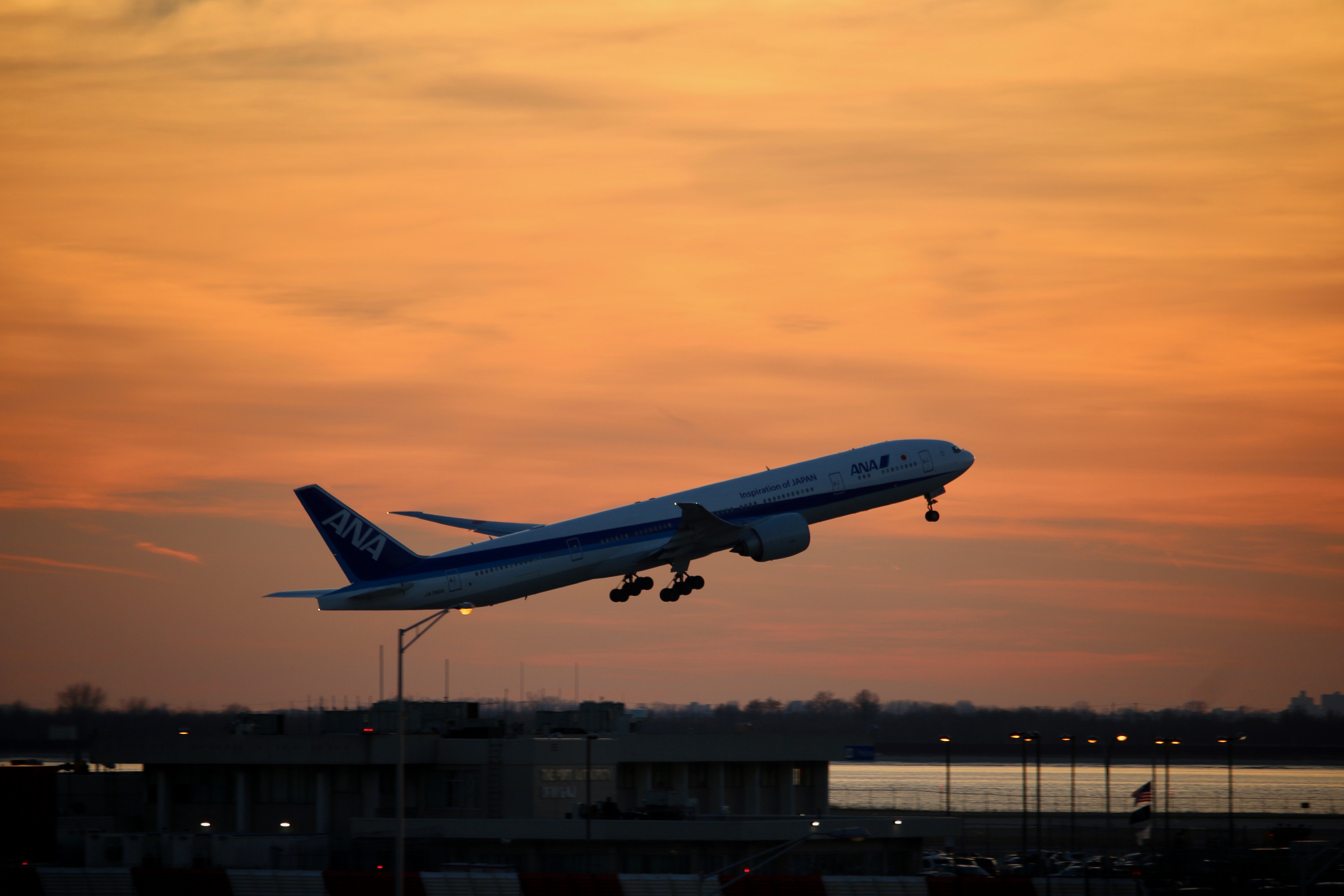
全日空航空波音777-300ER从纽约肯尼迪国际机场起飞

飛機（英語：airplane）是指由喷气发动机，螺旋桨或火箭发动机产生的推力向前推动的固定翼飛機。飞机有各种尺寸，形状和机翼配置。飞机的广泛用途包括娱乐，货物和人员运输，军事和研究。在全球范围内，民用航空每年在客机上运送的旅客超过40亿，每年运送的货物超过2000亿吨公里，不到全球货运量的1％。大多数飞机都是由飞机上的飞行员驾驶的，但是有些飞机则设计为可远程控制或由计算机控制，例如无人机。
萊特兄弟于1903年发明了第一架飞机，并进行首飞，被公认为“第一架持续控制的重于空气的飞机”。在第一次世界大战的有限使用之后，飞机技术不断发展。 飞机参加了第二次世界大战的所有重大战役。 第一架喷气式飞机是1939年德国的Heinkel He 178。第一架喷气式客机De Havilland Comet于1952年问世。从1958年到至少2013年，波音707是首架获得广泛成功的商用飞机，在商用领域服务了50多年。

## 歷史

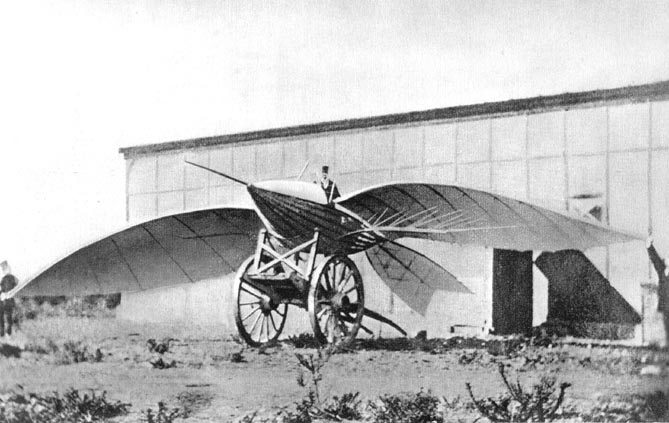
勒布里斯和他的滑翔机信天翁二世，纳达尔摄，1868年

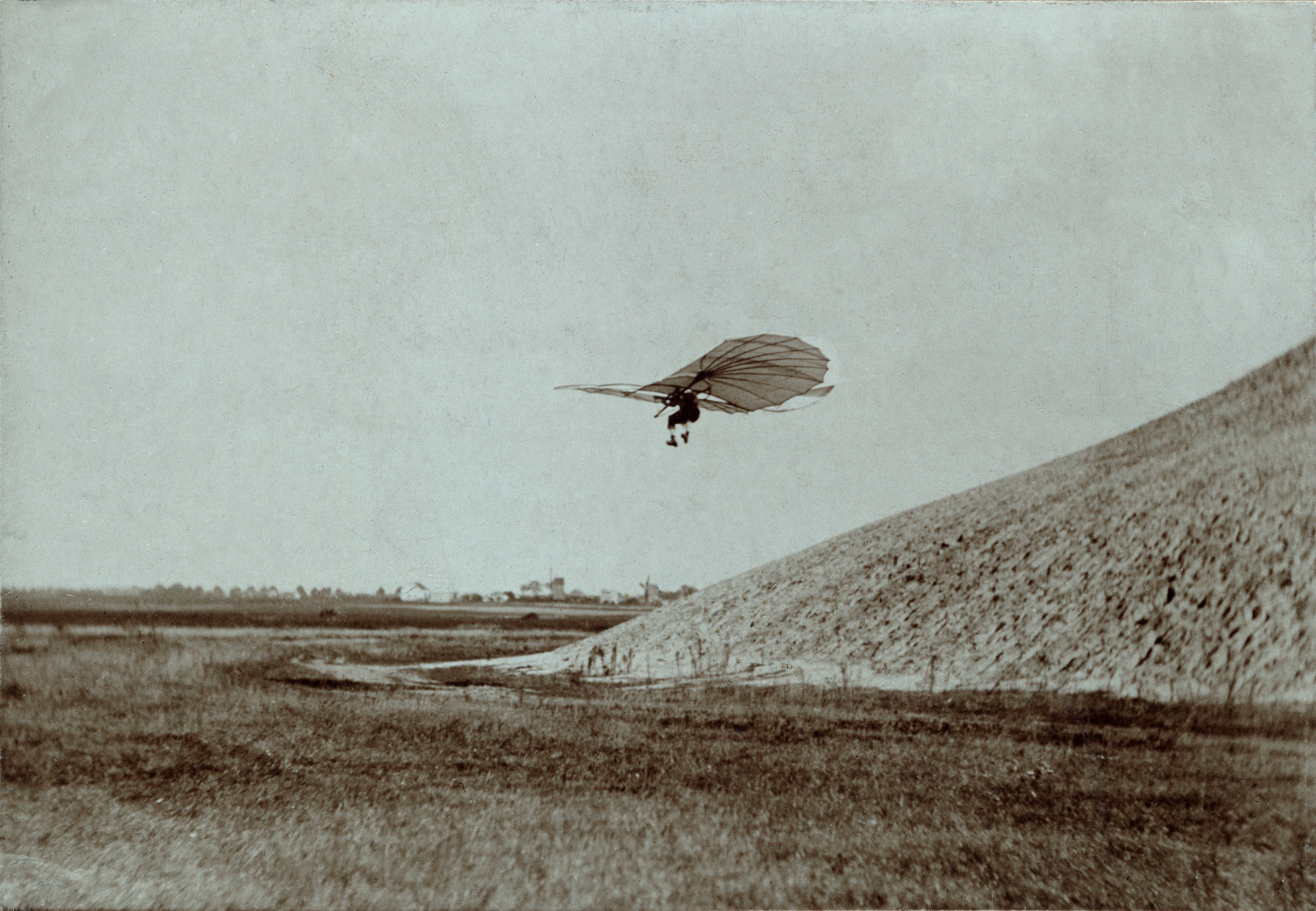
奥托·利林塔尔（Otto Lilienthal），约1895年在飞行中

### 来路
古代的许多故事都涉及飞行，例如希腊传奇人物伊卡洛斯（Icarus）和代達洛斯（Daedalus）以及古代印度史诗中的維摩那（Vimana）。在希腊，大约公元前400年，阿奇塔斯（Archytas）被认为设计并制造了第一个人工的，自行式的飞行装置，这是一种由可能是蒸汽的喷气机推动的鸟形模型，据说已经飞行了约200米。
有记载的最早的滑翔伞尝试是9世纪的安达卢西亚和阿拉伯语言诗人阿巴斯·伊本·菲纳斯（Abbas ibn Firnas）和11世纪的英国和尚马默斯伯里（Malmesbury）的埃米尔（Eilmer）尝试的。 这两个实验都伤害了飞行员。列奥纳多·达·芬奇研究了鸟类的机翼设计，并在他的《鳥類飛行手稿》（1502年）中设计了人机。

### 早期动力飞行
1903年美国萊特兄弟的航班被国际航空标准制定和纪录保持机构国际航空联合会（FAI）认可为“第一架持续且受控制的重于空氣的飞行”。

### 噴气飛機的發展
第一架实用的喷气式飞机是德国的Heinkel He 178，该飞机在1939年经过测试。

## 动力装置

### 螺旋桨
飞机螺旋桨将发动机的旋转运动转换成涡旋滑流，向前推动或向后推动。 它包括一个旋转的动力驱动轮毂，几个径向翼型截面叶片连接到该轮毂，从而使整个组件绕纵轴旋转。

### 喷气发动机
喷射飞机由喷气发动机驱动，之所以使用喷气发动机，是因为螺旋桨的空气动力限制不适用于喷气推进。

#### 渦輪扇
大多数现代喷气式飞机都使用渦輪扇發動機，该发动机在保持螺旋桨的排气速度和功率的同时，平衡了螺旋桨的优势。
喷气飞机具有很高的巡航速度（700-900公里/小时）和很高的起飞和降落速度（150-250公里/小时）。 由于起飞和降落所需的速度，喷气飞机使用襟翼和前缘设备来控制升力和速度。 许多喷气式飞机还使用推力反向器使飞机降落时减速。

## 設計製造

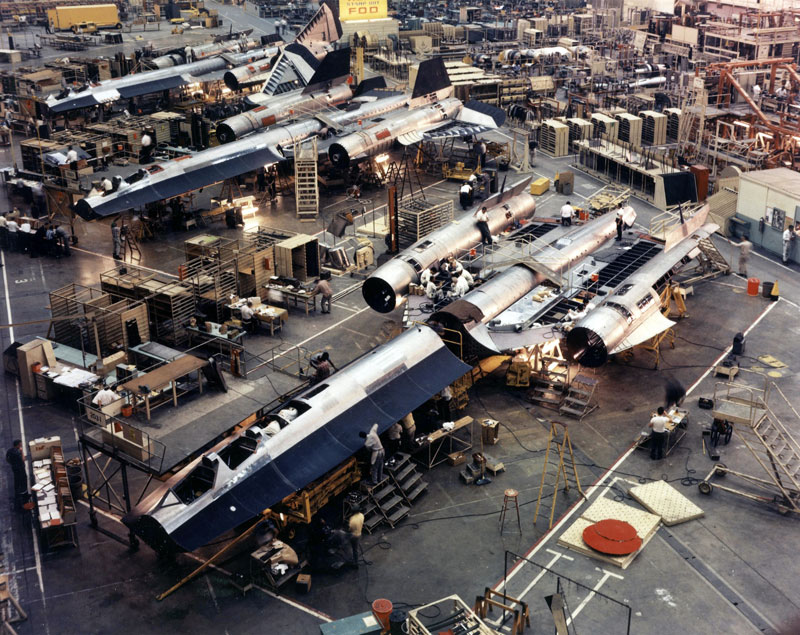
洛克希德·马丁公司高级开发计划（ADP）的臭鼬工厂SR-71黑鸟的装配线。

大多数飞机是由公司制造的，目的是为客户量产。 小型涡轮螺旋桨飞机的设计和规划过程（包括安全测试）最多可以持续四年，大型飞机则可以持续更长的时间。
在此过程中，将确定飞机的目标和设计规格。 首先，建筑公司使用图纸和方程式，模拟，风洞测试和经验来预测飞机的行为。 公司使用计算机来绘制，规划和进行飞机的初始模拟。 然后在风洞中测试飞机全部或某些部分的小型模型和模型，以验证其空气动力学性能。

## 特徵

### 機體
飞机的结构部件称为機體。 存在的零件可能会根据飞机的类型和用途而有所不同。
機體的结构部件包括：
- 一个或多个大的水平机翼，通常具有翼型横截面形状。
- 机身长而薄的机身，通常具有锥形或圆形的末端，以使它的形状在空气动力学上更平滑。 机身连接机身的其他部分，通常包含重要的东西，例如飞行员，有效载荷和飞行系统。
- 起落架，一组轮子，橇或浮子，用于支撑飞机在表面上的状态。

### 翅膀
固定翼飞机的机翼是在飞机两侧延伸的静态飞机。 当飞机向前行驶时，空气流过机翼，机翼的形状会产生升力。 这种形状称为机翼，形状像鸟的翅膀。

## 對環境的影響

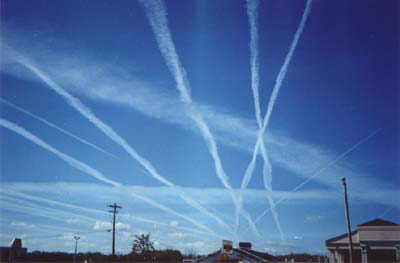
高蒸气喷射客机遗留的水蒸气凝结。 这些可能有助于卷云的形成。

像所有涉及燃烧的活动一样，由化石燃料驱动的飞机将烟尘和其他污染物释放到大气中。 还会产生温室气体，例如二氧化碳（CO2）。
飞机对环境的另一个影响是噪声污染，主要是飞机起降时造成的。